# Wellandkanal
Der Wellandkanal (englisch Welland Canal) ist ein Großschifffahrtsweg in Kanada, welcher durch die St. Lawrence Seaway Management Corporation (SLSMC) verwaltet wird.
Der am 6. August 1932 eröffnete 43,4 km lange, 80 m breite und mindestens 8,2 m tiefe Kanal verbindet den Eriesee bei Port Colborne mit dem Ontariosee in Saint Catharines und durchquert dabei die Niagara-Schichtstufe, wofür acht Schleusen nötig sind. Er bildet einen Teil des Sankt-Lorenz-Seewegs und dient zur Umfahrung der Niagarafälle.
Der Kanal ist für Schiffe der Seawaymax-Klasse mit einer maximalen Länge von 225,6 m und einer Höhe von max. 35,5 m ausgelegt. Die Durchfahrt dauert durchschnittlich elf Stunden.
Der Welland-Kanal ist nicht das ganze Jahr über in Betrieb. Er wird üblicherweise im Winter geschlossen, wenn Eis oder Wetterbedingungen sowohl für die Schifffahrt als auch für die Navigation eine Gefahr darstellen. Normalerweise wird der Kanal dabei in der zweiten Dezemberhälfte geschlossen und Ende März oder Anfang April wieder geöffnet.
Am 4. Juni 1924 wurde der Welland-Kanal, auf Grund seiner Bedeutung für das Wachstum von Handel und Industrie sowie der Städte rund um die Großen Seen, zu einem „nationalen historischen Ereignis“ erklärt. Die Würdigung erfolgte auf Vorschlag des Historic Sites and Monuments Board of Canada durch die kanadische Regierung, vertreten durch den zuständigen Minister (aktuell den Umweltminister).

## Schleusen
Vor den kanadischen Umbauten im Rahmen des St.-Lorenz-Seeweges waren ganze 22 Schleusen nötig. Heute überwindet der Kanal mit den acht 24,4 Meter breiten Schleusen einen Höhenunterschied von 99,5 Meter.
Die letzte Schleuse zwischen dem Welland-River und dem Eriesee ist nötig, da die Wasserhöhe im See ständig schwankt. Eine solche Schleuse, die Unterschiede im Wasserlevel kontrolliert, wird Guard lock genannt.
- Schleuse      1:  43° 13′ 3″ N, 79° 12′ 47″ W
- Schleuse        2:  43° 11′ 35″ N, 79° 12′ 8″ W
- Schleuse        3:  43° 9′ 19″ N, 79° 11′ 35″ W
- Schleusen 4–6:  43° 8′ 3″ N, 79° 11′ 31″ W
- Schleuse        7:  43° 7′ 24″ N, 79° 11′ 38″ W
- Schleuse        8:  42° 53′ 57″ N, 79° 14′ 46″ W

## Brücken
Der Kanal wird von 21 Brücken gekreuzt. Nur wenige bieten die für große Schiffe erforderliche Durchfahrthöhe, wie z. B. die Brücke für den Queen Elizabeth Way. Die anderen Brücken sind entweder als Klappbrücken, z. B. die Homer Lift Bridge (43° 9′ 57″ N, 79° 11′ 41,5″ W) beim Ort Saint Catherines (Regional Rd 81), oder als Hubbrücken, wie z. B. die Clarence Street Bridge  (42° 53′ 11,2″ N, 79° 14′ 56″ W), die letzte Brücke über den Kanal bei Port Colborne, ausgeführt.

## Welland By-Pass
Der Umgehungskanal Welland By-Pass bietet eine direkte Verbindung zwischen Port Robinson und Port Colborne. Dabei wird Welland umfahren. Er ist 13,4 Kilometer lang.

## Galerie

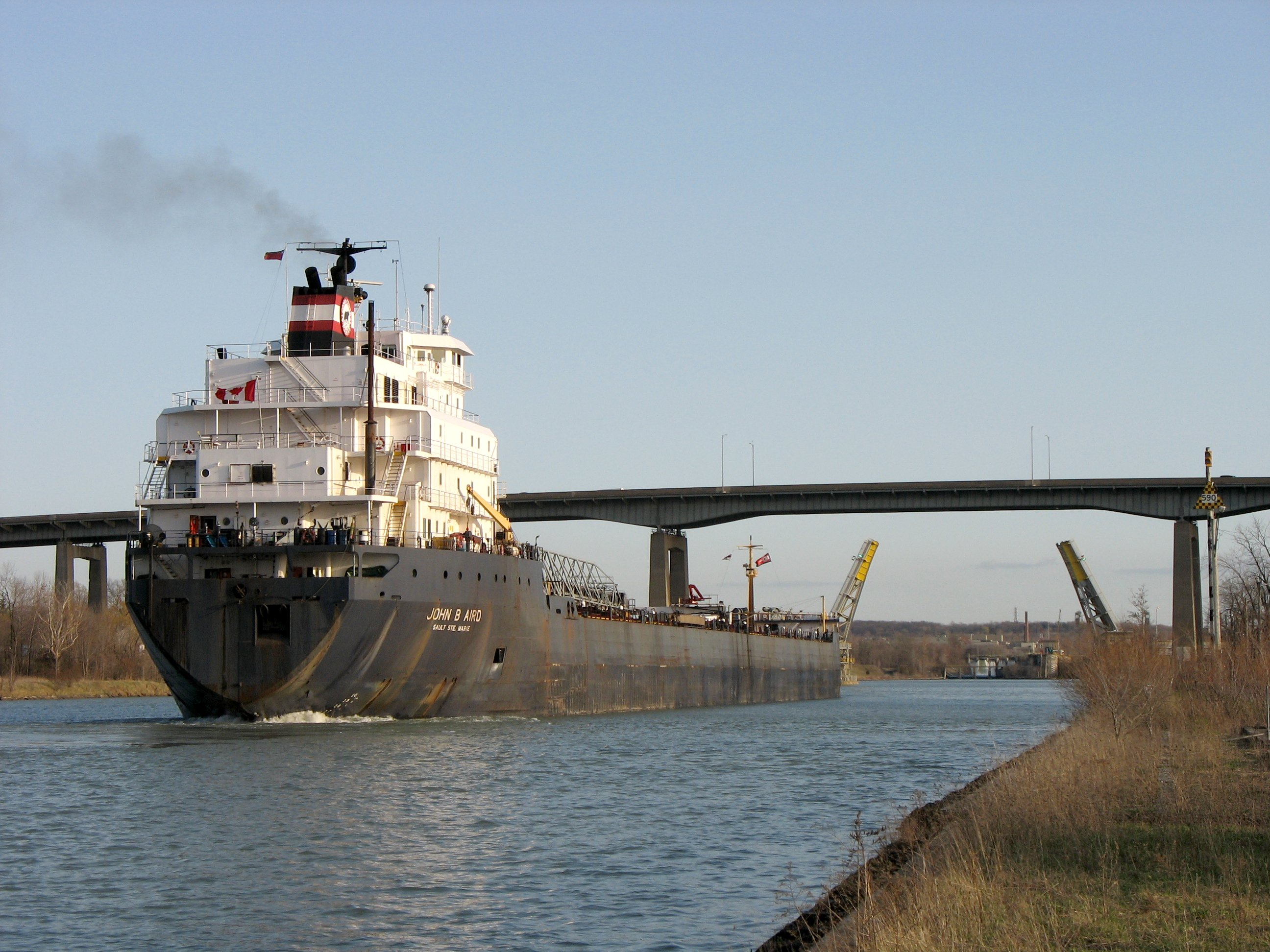
Frachtschiff im Wellandkanal
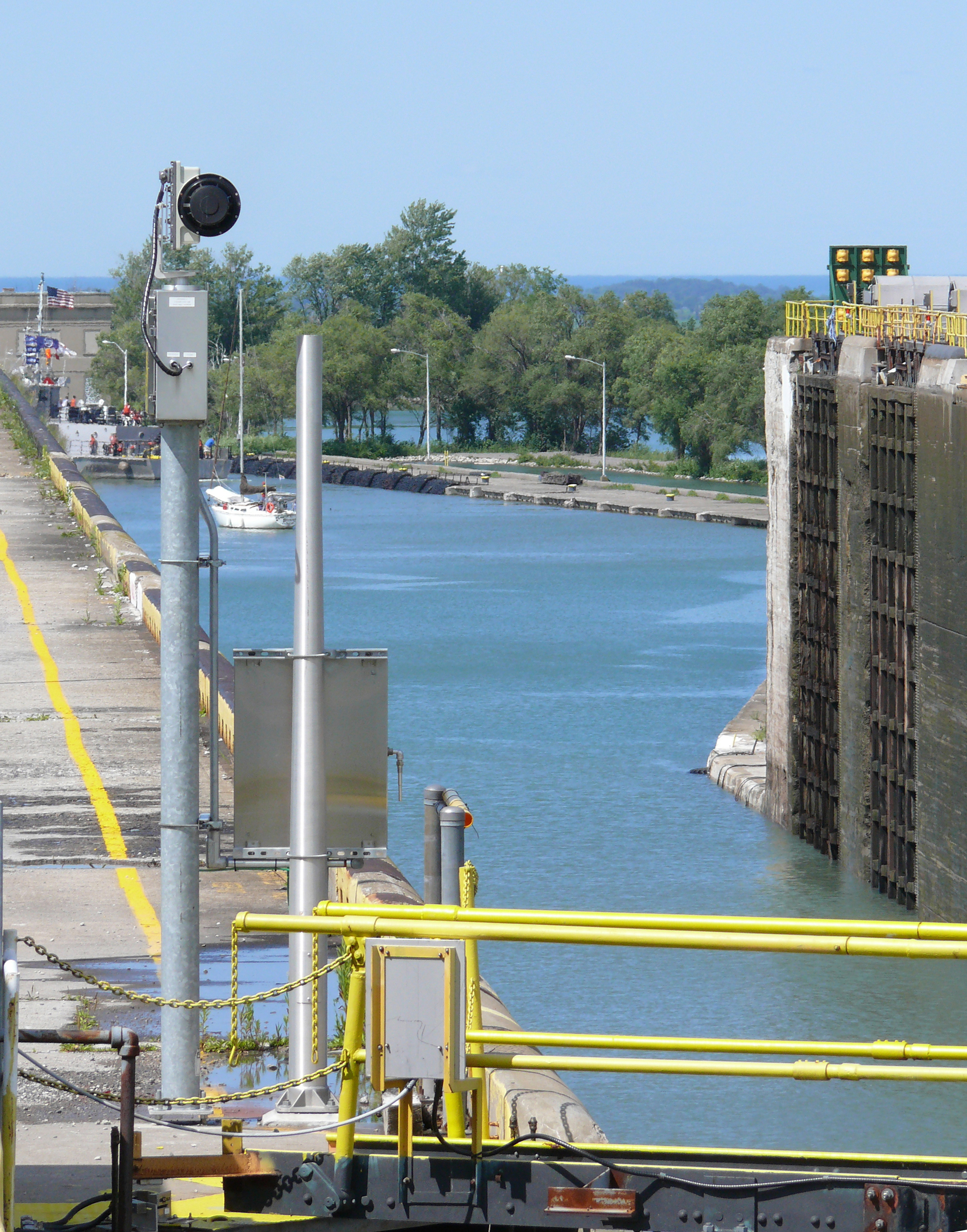
Schleuse 7 in Thorold
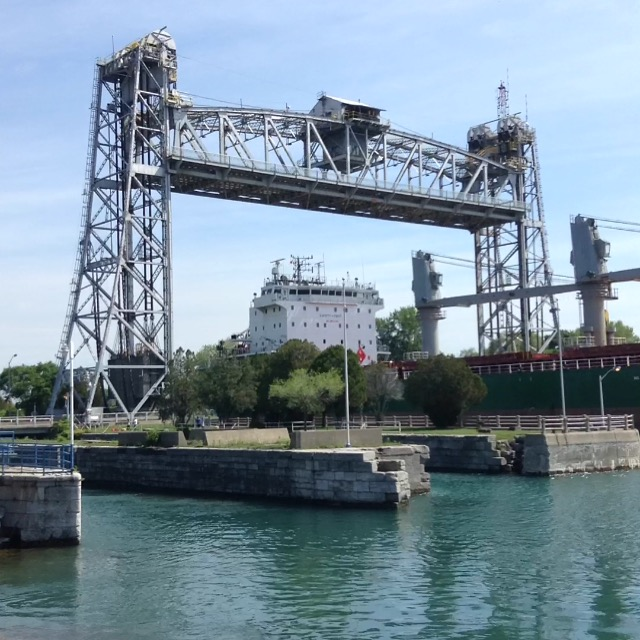
Brücke 21 in Port Colborne
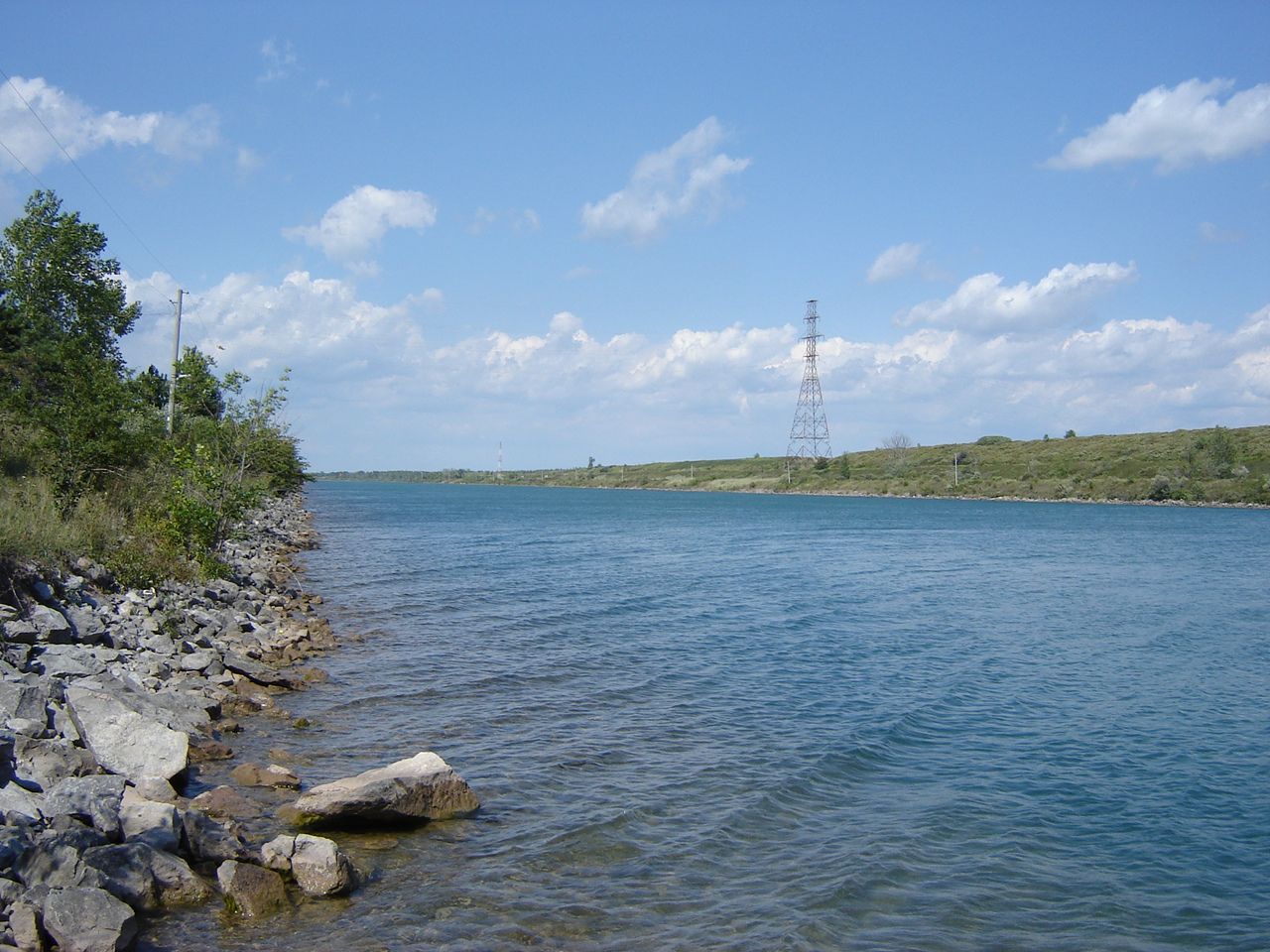
Der Welland-By-Pass
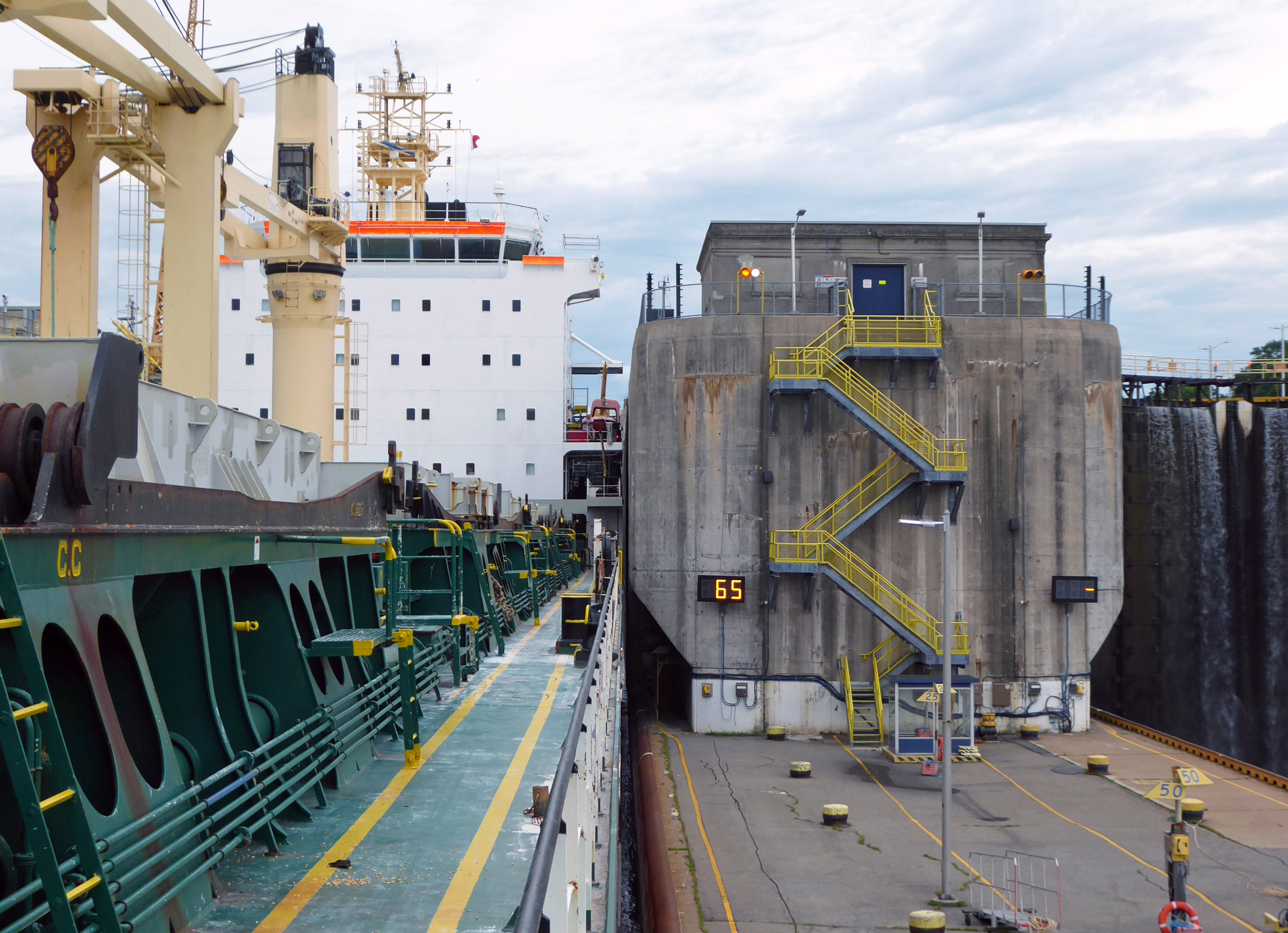
MS Juno in den Schleusen
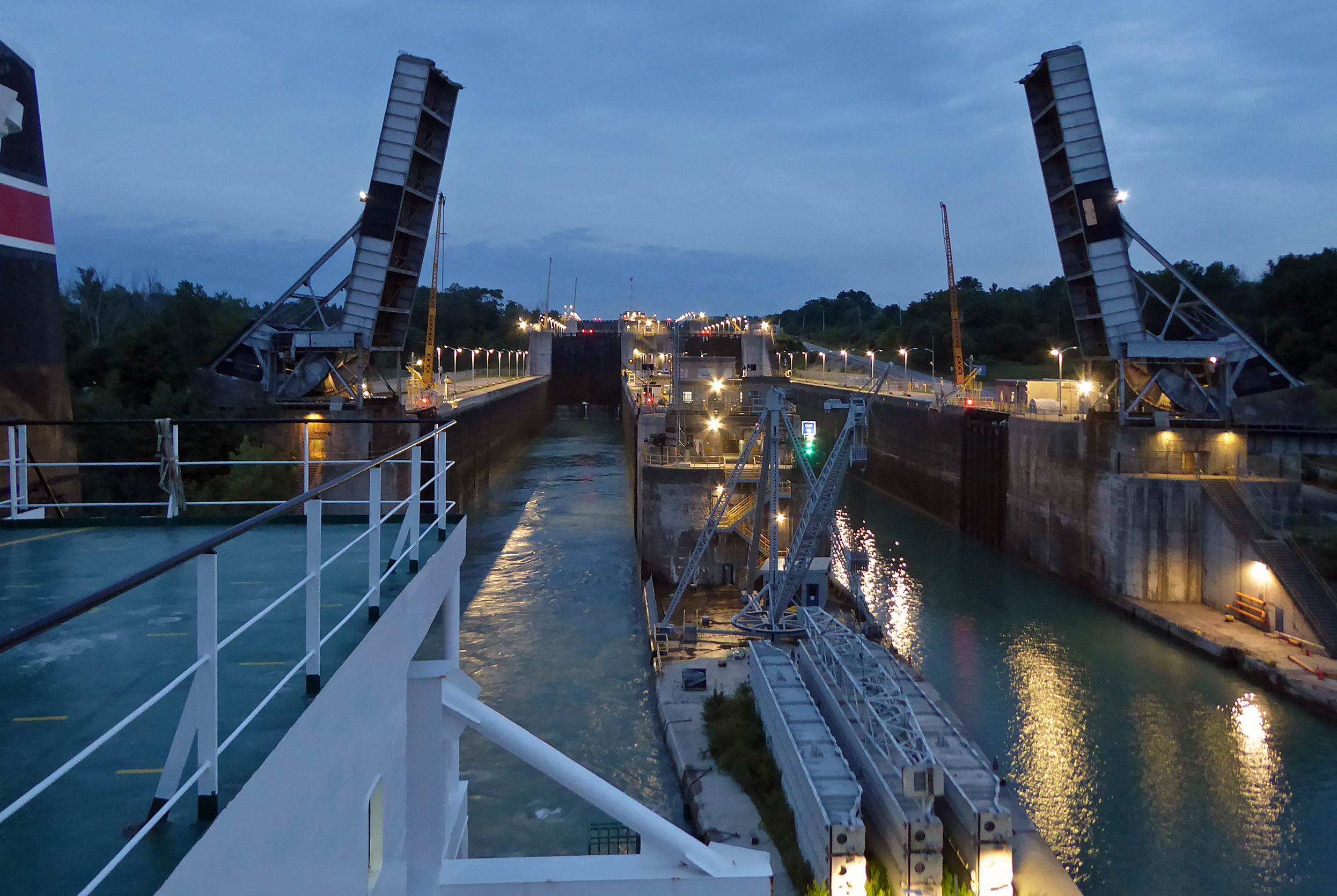
Schleusentreppe (ab Schleuse 1)